# Scutiger
Scutiger é um género de anfíbios da família Megophryidae.

## Taxonomia
O género Scutiger inclui as seguintes espécies:
- Scutiger adungensis Dubois, 1979
- Scutiger bhutanensis Delorme and Dubois, 2001
- Scutiger boulengeri (Bedriaga, 1898)
- Scutiger brevipes (Liu, 1950)
- Scutiger chintingensis Liu and Hu, 1960
- Scutiger glandulatus (Liu, 1950)
- Scutiger gongshanensis Yang and Su, 1979
- Scutiger jiulongensis Fei, Ye, and Jiang, 1995
- Scutiger liupanensis Huang, 1985
- Scutiger maculatus (Liu, 1950)
- Scutiger mammatus (Günther, 1896)
- Scutiger muliensis Fei and Ye, 1986
- Scutiger nepalensis Dubois, 1974
- Scutiger ningshanensis Fang, 1985
- Scutiger nyingchiensis Fei, 1977
- Scutiger pingwuensis Liu and Tian, 1978
- Scutiger sikimmensis (Blyth, 1855)
- Scutiger tuberculatus Liu and Fei, 1979
- Scutiger wanglangensis Ye and Fei, 2007